# Cornelis von Glymes von Bergen
Cornelis von Glymes von Bergen (* 1458; † 1509), Ritter im Orden vom Goldenen Vlies, war ein niederländischer Edelmann und Militär aus der Linie der Herren Bergen op Zoom des Hauses Glymes.

## Leben
Cornelis nahm auf burgundischer Seite an der Schlacht bei Nancy (1477) und an der Schlacht bei Guinegate (1479) teil. Er war Befehlshaber von Grave, einem neuralgischen Ort der Habsburger im Kampf mit den Herzögen von Geldern. Im Jahre 1490 wurde Cornelis zum Admiral der Niederlande ernannt, eine Position, die er im folgenden Jahr wieder verlor. In der Zeit seiner Admiralschaft war er in den flämischen  Aufstand gegen den römisch-deutschen König Maximilian I. verwickelt. Des Weiteren stand Cornelis im Besitz der Hohen Herrlichkeit Polsbroek sowie der Freien Herrlichkeit Grevenbroek.

## Familie
Cornelis Eltern waren Johann II. von Glymes, Herr von Bergen op Zoom, und Margaretha van Rouveroy.
Aus seiner Ehe mit Maria Margaretha van Zevenbergen entstammten folgende Kinder:
- Margaretha von Glymes (1481–1551), Ehefrau des Floris von Egmond.
- Maria von Glymes von Bergen (1490–1566), Ehefrau von Ludwig von Ligne.
- Maximilian von Glymes von Bergen (1490–1522).
- Leonhard von Glymes († 1523).
- Cornelis von Glymes (1490–1560), Bischof von Lüttich 1538–1544.

Aus einer unehelichen Verbindung entstammte eine Tochter, Geertrui(d) von Bergen (1510–1541).